# Liste des aires protégées d'Andorre
Cet article recense les aires protégées d'Andorre.

Carte des espaces naturels protégés d'Andorre.

Le pays compte six aires protégées, couvrant 121,69 km2 soit 26 % de sa superficie totale. La vallée du Madriu-Perafita-Claror couvre à elle seule plus de 4 000 ha et constitue le seul site du pays classé au patrimoine mondial de l'UNESCO.

## Liste des espaces naturels protégés
| Nom                                      | Protection | Superficie et altitude     | Situation | Code     | Image |
| ---------------------------------------- | --- | -------------------------- | --- | -------- | ----- |
| Parc naturel de Sorteny                  | Parc naturel (1999), Interdiction de la chasse (2000) Site Ramsar (2012) Élément constitutif du Parc pyrénéen des trois nations (2018). | 1 080 ha 1 660 m - 2 915 m | Paroisse d'Ordino 42° 37′ 12″ N, 1° 34′ 41″ E | AD-PNVS  |       |
| Parc naturel des vallées du Coma Pedrosa | Parc naturel communal (2003) Site Ramsar (2014) Élément constitutif du Parc pyrénéen des trois nations (2018)                           | 1 542 ha 1 600 m - 2 942 m | Paroisse de La Massana Entre Arinsal et le pic de Coma Pedrosa 42° 35′ 20″ N, 1° 27′ 54″ E                                                                  | AD-PNCVC |       |
| Vallée du Madriu-Perafita-Claror         | Patrimoine mondial de l'UNESCO (2004) Bé d'interès cultural (2005) Site Ramsar (2013)                                                   | 4 247 ha 1 055 m - 2 905 m | Paroisses d'Escaldes-Engordany et d'Encamp 42° 29′ 00″ N, 1° 37′ 00″ E                                                                                      | AD-VMPC  |       |
| Enclar                                   | Interdiction de la chasse (1987), | 2 300 ha                   | Paroisses de La Massana, Andorre-la-Vieille et Sant Julià de Lòria Entre Bixessarri, Santa Coloma, Engordany et le Pic d'Enclar 42° 30′ 25″ N, 1° 29′ 35″ E | AD-VCE   |       |
| Xixerella                                | Interdiction de la chasse (1990) | 700 ha                     | Paroisse de La Massana Entre Erts, Pal, Arinsal et le Pic Alt de la Capa 42° 33′ 32″ N, 1° 28′ 44″ E                                                        | AD-VCX   |       |
| Vall de Ransol                           | Interdiction de la chasse (2000), | 2 300 ha                   | Paroisse de Canillo Entre Ransol, le pic de Ransol et le riu d'Incles                                                                                       | AD-VCVR  |       |

## Conventions internationales

### Réserve de biosphère
Andorre possède sa première réserve de biosphère reconnue par l'Unesco depuis 2020, la réserve de biosphère d'Ordino. Elle possède une surface totale de 8 473 ha.

### Sites Ramsar
La convention de Ramsar est entrée en vigueur en Andorre le 23 novembre 2012. En janvier 2020, le pays compte trois sites Ramsar, couvrant une superficie de 68,70 km2 (soit près de 15% du territoire andorran).